# 小行星23777
小行星23777（23777 Goursat）是一颗绕太阳运转的小行星，为主小行星带小行星。该小行星于1998年8月23日发现。

## 轨道参数
小行星23777的轨道半长轴为2.9588617 UA，离心率为0.091。